# Дієго Шварцман
Дієго Себастьян Шварцман (ісп. Diego Sebastián Schwartzman) — аргентинський тенісист. 
Шварцман народився в Аргентині в родині євреїв, що іммігрувала з Німеччини. Станом на вересень 2017 року в його активі три перемоги в турнірах ATP-туру . У вересні 2017 він пробився до чвертьфіналу Відкритого чемпіонату США.

## Фінали турнірів ATP

### Одиночний розряд: 2 (1 перемога, 1 поразка)
| Результат | №  | Дата           | Турнір                            | Поверхня         | Супротивник     | Рахунок                 |
| --------- | -- | -------------- | --------------------------------- | ---------------- | --------------- | ----------------------- |
| Перемога  | 1. | 1 травня 2016  | Istanbul Open, Стамбул, Туреччина | Ґрунт            | Григор Димитров | 6–7(5–7), 7–6(7–4), 6–0 |
| Поразка   | 1. | 23 жовтня 2016 | European Open, Антверпен, Бельгія | Хард (під дахом) | Рішар Гаске     | 6–7(4–7), 1–6           |

### Парний розряд: 2 (2 поразки)
| Результат | №  | Дата           | Турнір                            | Поверхня | Партнер         | Супротивники                      | Рахунок          |
| --------- | -- | -------------- | --------------------------------- | -------- | --------------- | --------------------------------- | ---------------- |
| Поразка   | 1. | 15 лютого 2015 | Brasil Open, Сан-Пауло, Бразилія  | Ґрунт    | Паоло Лоренці   | Хуан Себастьян Кабаль Роберт Фара | 4–6, 2–6         |
| Поразка   | 2. | 1 травня 2016  | Istanbul Open, Стамбул, Туреччина | Ґрунт    | Андрес Мольтені | Флавіо Чіполла Дуді Села          | 3–6, 7–5, [7–10] |

## Зовнішні посилання
- Досьє на сайті ATP [Архівовано 1 травня 2017 у Wayback Machine.]

| Тенісист | Це незавершена стаття про тенісиста чи тенісистку. Ви можете допомогти проєкту, виправивши або дописавши її. |